# ثابو مونغالو
ثابو مونغالو (بالإنجليزية: Thabo Mongalo)‏ (23 سبتمبر 1984 - ) هو لاعب كرة قدم جنوب أفريقي في مركز الهجوم. لعب مع سوبر سبورت يونايتد ونادي بلاك ليوباردز وبلاتينيوم ستارز ‏.

## وصلات خارجية
- ثابو مونغالو على موقع قاعدة بيانات كرة القدم.إي يو (الإنجليزية)